# Châtenois-les-Forges
Châtenois-les-Forges é uma comuna francesa na região administrativa de Borgonha-Franco-Condado, no departamento do Território de Belfort. Estende-se por uma área de 8,67 km². Em 2010 a comuna tinha 2 760 habitantes (densidade: 318,3 hab./km²).